# Lispe septentrionalis
Lispe septentrionalis este o specie de muște din genul Lispe, familia Muscidae, descrisă de Xue și Zhang în anul 2005. Conform Catalogue of Life specia Lispe septentrionalis nu are subspecii cunoscute.